# Sprawiedliwość cesarza Ottona III

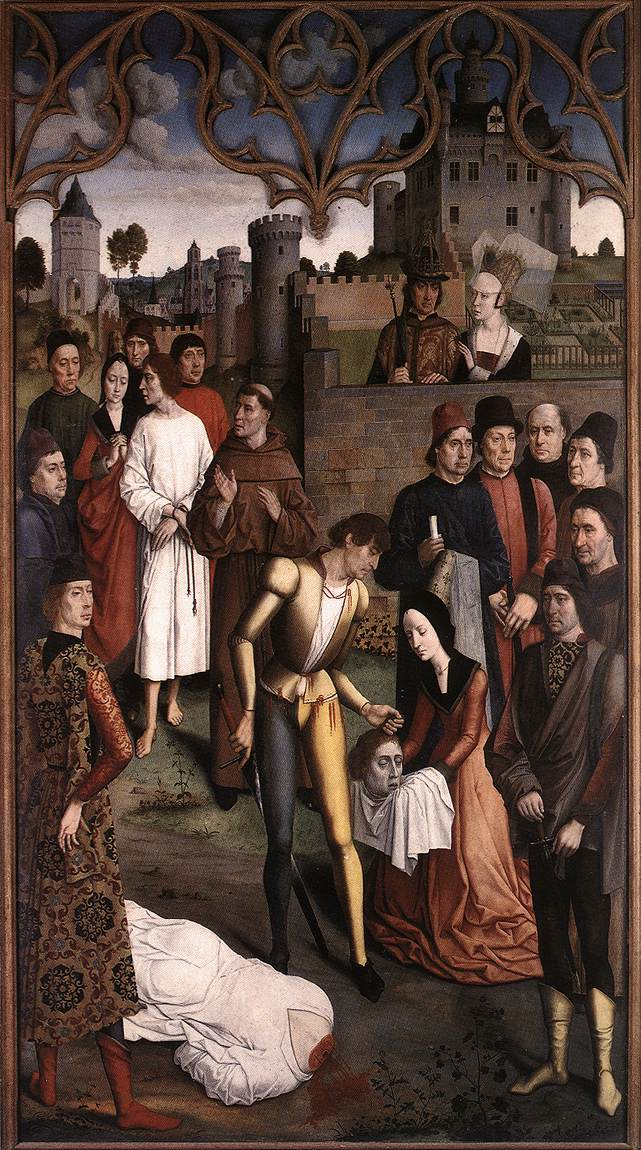
Ścięcie niewinnego dworzanina

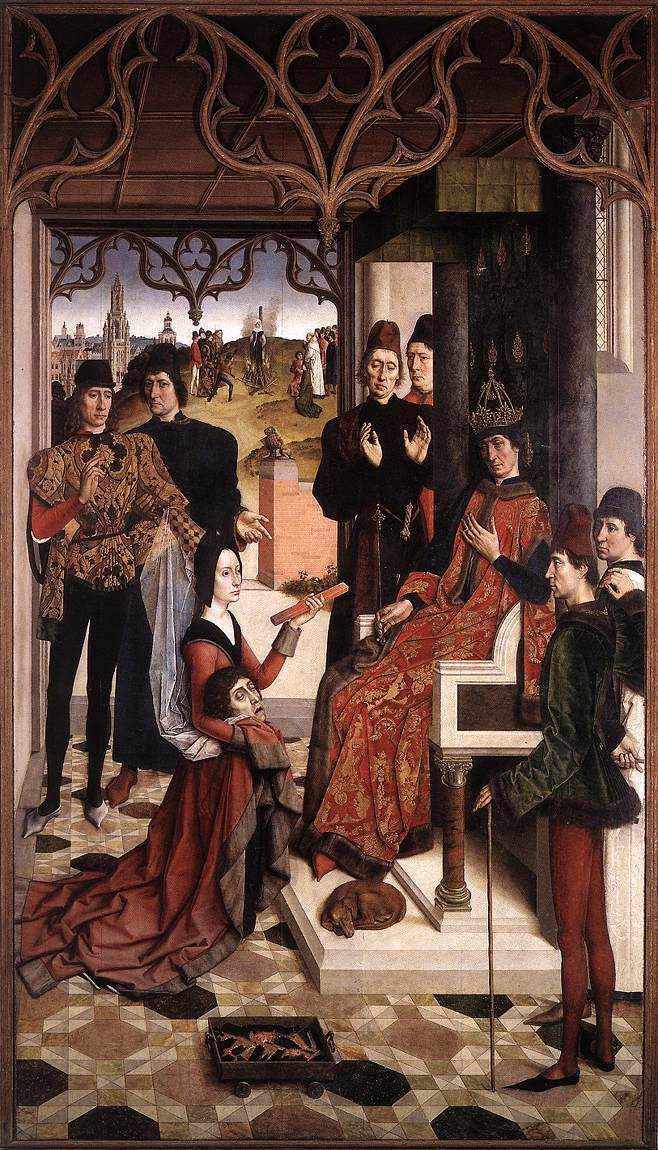
Próba ognia

Sprawiedliwość cesarza Ottona III – dyptyk, autorstwa niderlandzkiego malarza Dirka Boutsa wykonany na zamówienie do sali głównej ratusza w 1473 roku.
Obrazy, gdzie motywem przewodnim była sprawiedliwość, były zamawiane do sal w których odbywały się obrady lub do sal rozpraw w ratuszu. Miały one odstraszać i przestrzegać sędziów przed przekupstwem i przypominać o rozwadze podczas ferowania wyroków.
Tematem obrazu jest średniowieczna, tragiczna i legendarna historia mężczyzny niesłusznie skazanego na śmierć za zaloty do cesarzowej. Wszystkie panele przedstawiały kolejne sceny, przechodząc w płynną narrację.
Na pierwszym panelu, w górnej części obrazu, za murkiem stoi para cesarska. Żona cesarza Ottona III składa fałszywe oskarżenie przeciw dworzaninowi, który w rzeczywistości oparł się zalotom cesarzowej. Mąż daje wiarę żonie i zarządza zgładzenie zalotnika. Poniżej po lewej stronie ukazano bosego i odzianego w białą szatę skazanego w towarzystwie żony. Jego postać zwrócona jest do małżonki, którą prosi o poddanie się próbie ognia, by w ten sposób udowodnić swoją niewinność. W kolejnej scenie poniżej widz może obserwować moment wykonania wyroku. Kat przekazuje odciętą głowę, żonie skazańca, która zachowuje postawę przepełnioną godnością.
Na drugim panelu Bouts przedstawił scenę próby ognia, po której cesarz zmuszony był do spalenia własnej żony za krzywoprzysięstwo.
W tle scen rozegranych na panelach, znajdują się mury XV-wiecznego Leuven. Przedstawione postacie noszą szaty współczesne malarzowi.